# Ruprechtov
Ruprechtov är en ort i Tjeckien.   Den ligger i distriktet Okres Vyškov och regionen Södra Mähren, i den östra delen av landet, 190 km öster om huvudstaden Prag. Ruprechtov ligger 509 meter över havet och antalet invånare är 559.
Terrängen runt Ruprechtov är platt åt nordväst, men åt sydost är den kuperad. Runt Ruprechtov är det ganska tätbefolkat, med 72 invånare per kvadratkilometer. Närmaste större samhälle är Vyškov, 12,1 km sydost om Ruprechtov. I omgivningarna runt Ruprechtov växer i huvudsak blandskog.